# Edwards Pierrepont
Pour les articles homonymes, voir Pierrepont.
Edwards Pierrepont, né le 4 mars 1817 à North Haven (Connecticut) et mort le 6 mars 1892 à New York, est un juriste et homme politique américain. Membre du Parti démocrate puis du Parti républicain, il est procureur général des États-Unis entre 1875 et 1876 dans l'administration du président Ulysses S. Grant puis ambassadeur des États-Unis au Royaume-Uni entre 1876 et 1877.
Initialement démocrate, il a encouragé la politique du président républicain Abraham Lincoln, tandis qu'en 1868 et 1872, il a soutenu Ulysses S. Grant pour le poste de président des États-Unis.

## Biographie
Diplômé de droit de l'université Yale, Edwards Pierrepont est admis au barreau en 1840 et exerce le droit à Columbus dans l'Ohio entre 1841 et 1845. Il déménage par la suite à New York, où il siège au poste de juge à la Cour suprême de New York de 1857 à 1860. De 1869 à 1870, il occupe le poste de procureur des États-Unis pour le district Sud de l'État de New York. Il entre sur la scène politique fédérale en étant nommé par le président Ulysses S. Grant au poste de procureur général des États-Unis le 26 avril 1875. Il siège également dans la commission des soixante-dix dont l'objectif était d’enquêter sur les manquements politiques de William Tweed. Il quitte l'administration Grant en 1876 et est nommé la même année ambassadeur des États-Unis au Royaume-Uni, un poste qu'il occupe jusqu'au 1er décembre 1877. Il meurt le 6 mars 1892 à New York où il était retourné vivre après être revenu de Grande-Bretagne.